# Conrad Richter
Pour les articles homonymes, voir Richter.
Conrad Michael Richter, né le 13 octobre 1890 à Pine Grove, comté de Schuylkill, Pennsylvanie, et mort le 30 octobre 1968 à Pottsville en Pennsylvanie, est un écrivain américain, lauréat du prix Pulitzer de la Fiction en 1951 pour The Town. Son œuvre littéraire a pour thème dominant la vie le long de la « Frontière » de l'Ouest américain.

## Biographie
Issu d'une famille de pasteurs luthériens, il passe sa jeunesse dans plusieurs petites villes de Pennsylvanie ; il y entend de nombreuses histoires racontées par des descendants de pionniers, dont il s'est inspiré par la suite dans ses romans. À dix-neuf ans, Richter est embauché comme journaliste dans un hebdomadaire local, le Patton Pennsylvania Courier. En 1911, il part à Cleveland, où il devient le secrétaire particulier d'une riche famille d'entrepreneurs. Il se marie, fonde une revue, avant de quitter la ville pour s'installer à Albuquerque (Nouveau-Mexique), en raison de l'état de santé de sa femme. Il y écrit une dizaine de romans, dont les plus connus sont The Trees (Les Arbres, 1940) et The Town (La Ville, 1950), qui lui vaut le prix Pulitzer de la fiction en 1951. Il remporte avec le roman The Waters of Kronos le National Book Award en 1961.

## Œuvre

### Romans

#### La trilogieAwakening Land
- The Trees (1940) Publié en français sous le titre Les Arbres, Paris, Calmann-Lévy, 1952
- The Fields (1946) Publié en français sous le titre Les Champs, Paris, Calmann-Lévy, 1953
- The Town (1950) Publié en français sous le titre La Ville, Paris, Calmann-Lévy, 1954

#### Autres romans
- The Sea of Grass (paru en feuilleton dans The Saturday Evening Post en octobre-novembre 1936), 1937 Publié en français sous le titre Sur l'océan de la prairie, Tours, Mame, 1964 Publié en français dans une autre traduction sous le titre Hier dans l'Ouest, Paris, Presses de la Cité, 1972
- Tacey Cromwell (1942)
- The Free Man (1943)
- Always Young and Fair (1947)
- The Light in the Forest (1953) Publié en français sous le titre La Piste indienne, Paris, Hachette, coll. Idéal-bibliothèque no 177, 1959
- The Mountain on the Desert (1955)
- The Lady (1957) Publié en français sous le titre La Grande Dame, Paris, Calmann-Lévy, 1958
- The Waters of Kronos (1960)
- Simple Honorable Man (1962)
- The Grandfathers (1964)
- A Country of Strangers (1966)
- Over the Blue Mountain (1967)
- The Aristocrat (1968)

### Recueils de nouvelles
- Early Americana (1936)
- Brothers of No Kin and Other Stories (1973), publication posthume
- The Rawhide Knot and Other Stories (1978), publication posthume